# سامبا (مقاطعة هندية)
سامبا رمزها «SB» (بالإنجليزية: Samba)‏ ، هو تقسيم إداري لدولة الهند تتبع ولاية جامو وكشمير (بالإنجليزية: Jammu  and  Kashmir)‏ ، مركزها هو مدينة سامبا (بالإنجليزية: Samba)‏ عدد سكانها حسب تعداد سنة 2001 هو 245,016 ، مساحتها 318,611 كم² وكثافة السكان 913 لكل كم² .